# NetBet
NetBet est une plateforme de jeux, de poker et de paris sportifs en ligne. Le site Internet est exploité par NetBet Enterprise Ltd , dont le siège social est situé à Malte. En général, l'histoire de l'entreprise a commencé en 2001, bien que la marque n'ait reçu sa première licence officielle que cinq ans plus tard. La marque est officiellement enregistrée à Malte, toutes les filiales, y compris NetBet Nigeria, ne sont pas totalement indépendantes. Considérant que la loi nigériane considère la création de livres comme légale, NetBet Nigeria est officiellement représenté dans le pays.[pertinence contestée]

## Société
NetBet a été fondé en 2001 et possède une licence de jeux depuis 2006. Le site est disponible en 11 langues. En septembre 2014, NetBet Poker a fusionné avec la plateforme en ligne Poker770 et enregistrait à ce moment-là plus de 2 millions de joueurs.
NetBet possède des filiales en France, en Italie, en Israël, en Roumanie et en Angleterre, et compte actuellement près de 500 employés. 
NetBet travaille avec des fournisseurs de logiciel tels que Microgaming, iSoftBet, Leander Games, NetEnt, IGT et Amaya.
Afin de garantir des résultats aléatoires à 100% sur tous les jeux, NetBet utilise deux générateurs de nombres aléatoires séparés, le générateur ISAAC et un générateur à bruit thermique. En 2014, la plateforme en ligne pouvait se vanter d'afficher un taux de rétribution de 95,8%.
En 2016 Netbet s'est vu retirer par l'Autorité de régulation des jeux en ligne sa licence lui permettant de proposer le jeu de poker en ligne sur le territoire français, initialement obtenue en 2012. Depuis cette date, Netbet n'y propose plus que des paris sportifs.

## Sponsoring
NetBet sponsorise plusieurs équipes de football, notamment l'AS Saint-Étienne le GFC Ajaccio, et West Bromwich Albion.